# Нельма
Нельма (Stenodus nelma) — цінна промислова риба родини лососевих (Salmonidae).

## Ареал

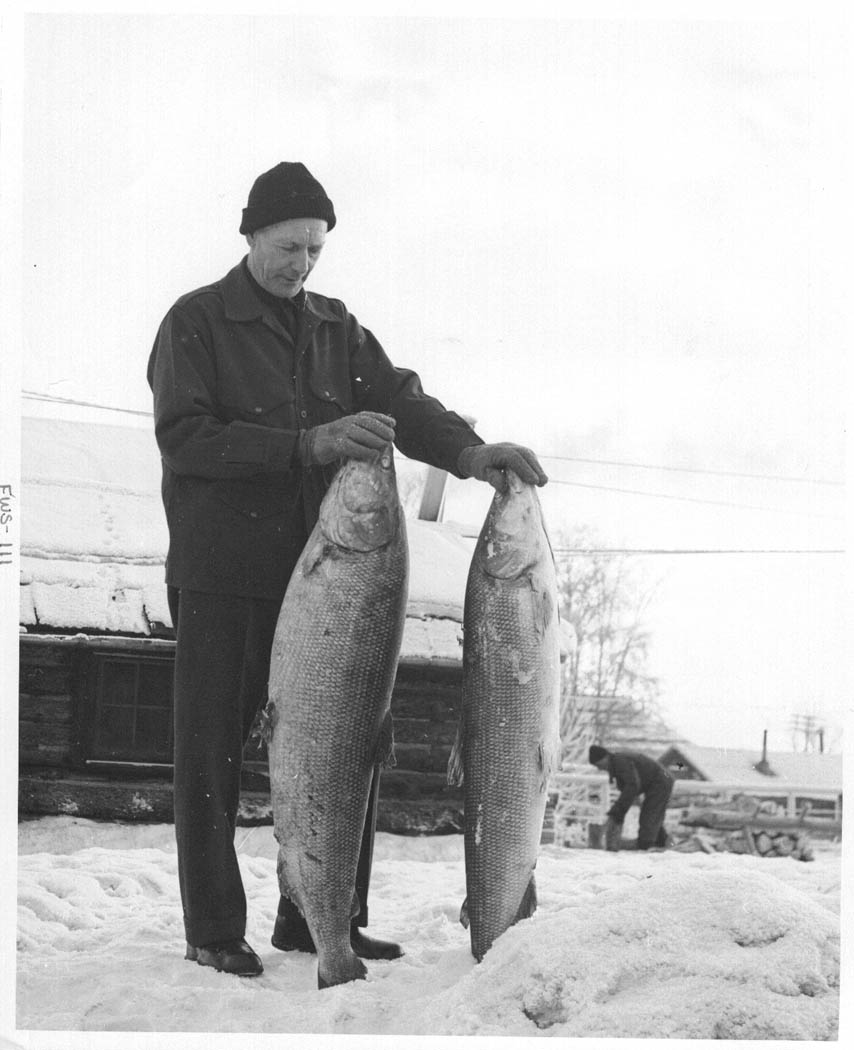
Дві великі риби, впіймані на Алясці у 1952 р.

Поширений у євразійських та північноамериканських річках Арктичного басейну Північної Америки. У Північній Америці від річки Андерсон у Північно-західних територіях (Канада) до Кускоквіма у басейні Берингова моря (Аляска). Також у басейні річок Юкон і Макензі. У Євразії від Кольського півострова (басейн Білого моря) на схід до Анадиря (Сибір).

## Біологія та екологія
Анадромна риба, до 150 см довжиною. В цілому за своєю морфологією нагадує білорибицю (Stenodus leucichtys). На першому році життя живиться планктоном, потім переходить до живлення дрібними рибами. Живуть в озерах, річках і солонуватих водах, з яких виходить до океану. На нерест мігрують до 1500 км вверх проти течії річок.

## Таксономія
Stenodus nelma раніш вважався підвидом Stenodus leucichthys (S. leucichthys nelma). Типовий Stenodus leucichthys (білорибиця) зустрічається у континентальних водах Каспійського басейну, наразі вважається зниклим у природі.

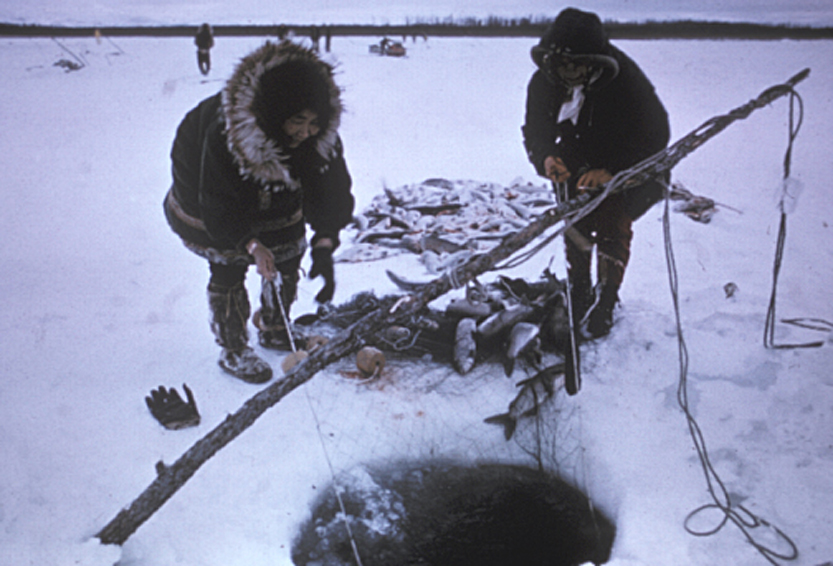
Підлідний лов нельми ескімосами, Аляска